# Germain Turpin
Pour les articles homonymes, voir Turpin.
Germain Turpin, né à Montcourt-Fromonville (dans l'ancienne commune de Fromonville) le 1er juillet 1836, est un garde national parisien blessé par balles le 18 mars 1871 alors qu'il garde les canons de Paris et mort de ses blessures le 27 mars 1871. Il est considéré comme le premier mort de la Commune de Paris.

## Le premier mort de la Commune
Germain Turpin est né à Montcourt-Fromonville (dans l'ancienne commune de Fromonville) le 1er juillet 1836.
Germain Turpin, maçon, est marié à Léonie Lavoine. Garde national à Paris en 1871, il est une des sentinelles en faction au parc d'artillerie de la colline de Montmartre,,.
Quand, au petit matin du 18 mars 1871, à la suite d'une décision prise par le gouvernement d'Adolphe Thiers, la brigade du général Lecomte s'approche pour s'emparer par surprise des canons qu'il garde, Germain Turpin fait les sommations règlementaires mais il reçoit une balle en réponse, tirée par un gardien  de la paix. Selon Édith Thomas dans son ouvrage Les « Pétroleuses », il est « blessé d’une balle, dans des circonstances assez obscures ».
Louise Michel et Georges Clemenceau, maire du XVIIIe arrondissement et médecin, arrivent et tentent de le faire transporter à l'hôpital, mais le général Lecomte refuse.
Mortellement blessé le 18 mars 1871, il meurt quelques jours après, le 27 mars, dans le 10e arrondissement de Paris,,. 
Il est considéré comme le premier mort de la Commune de Paris, qui naît à la suite du soulèvement du 18 mars 1871.

## Mémoire de l'événement
Selon l'historienne Ludivine Bantigny, le moment où Germain Turpin lance sa sommation et reçoit pour réponse une balle est « l’heure zéro : le basculement dans l’événement » qui donne naissance à la Commune de Paris.
Jacques Tardi, dans le tome 1 de sa bande dessinée Le Cri du peuple, où, même s'il s'agit d'une fiction, le contexte historique est fidèlement exposé, représente la scène de la balle blessant mortellement Turpin sur les planches 18 à 21. La tentative de secours par Louise Michel et Georges Clemenceau et le refus de Claude Lecomte sont dessinés planche 24.

### Notices biographiques
- Bernard Noël, Dictionnaire de la Commune, t. 2, Paris, Flammarion, coll. « Champs » (no 35 et 54), 1978, 327+291 p., p. 262.
- « TURPIN Germain », dans Le Maitron, Maitron/Editions de l'Atelier, 26 mars 2022 (lire en ligne).